# NGC 1646-3
NGC 1646-3 (другие обозначения — 2ZW 22, PGC 3084954) — эллиптическая галактика (E) в созвездии Эридан.
Этот объект не входит в число перечисленных в оригинальной редакции «Нового общего каталога» и был добавлен позднее.